# Bad Girl Good Girl
«Bad Girl Good Girl» es una canción del grupo de chicas  Miss A. La canción es tomado de su primer disco, Bad But Good. «Bad Girl Good Girl» ha encabezado varias listas en Corea del Sur, superando a artistas veteranos como Son Dam Bi y Baek Ji Young.

## Lanzamiento
La canción fue lanzada por primera vez después de su vivió musical. Ese mismo día fue lanzado Bad But Good.

## Vídeo musical
El 30 de junio de 2010, el vídeo musical de la canción fue lanzada en línea poco antes de su lanzamiento. El vídeo musical cuenta con las integrantes en una escuela, en un baile sincronizado.

## Posicionamiento en listas
| Lista (2010-2011)                 | Posición |
| --------------------------------- | -------- |
| Corea                             | 1        |
| Top 20 DZ                         | 18       |
| Gaon Chart Digital                | 1        |
| Gaon Chart Online                 | 1        |
| Gaon Digital Charts               | 1        |
| Gaon BGM Chart                    | 1        |
| Gaon Heating ring chart           | 1        |
| Gaon Heating call ringtones chart | 1        |
| MNET Chart                        | 1        |

## Actuaciones
Tuvieron su debut el 1 de julio de 2010, con «Bad Girl Good Girl» en M! Countdown de Mnet. Ellas fueron el número uno por primera vez en M! Countdown atrás el 22 de julio. Miss A se convirtió en número uno de nuevo en Music Bank de KBS el día siguiente al 23 de julio. Esta canción fue galardonada canción del mes en Cyworld, uno de los portales de música de Corea.